# Њу Маркет (Индијана)
Њу Маркет (енгл. New Market) град је у америчкој савезној држави Индијана.

## Демографија
По попису из 2010. године број становника је 636, што је 23 (-3,5%) становника мање него 2000. године.
| Група             | 2000.       | 2010.       |
| Белци             | 658 (99,8%) | 629 (98,9%) |
| Афроамериканци    | 0 (0,0%)    | 0 (0,0%)    |
| Азијати           | 0 (0,0%)    | 1 (0,2%)    |
| Хиспаноамериканци | 1 (0,2%)    | 6 (0,9%)    |
| Укупно            | 659         | 636         |